# Matthew Cutler
Matthew David Cutler (ur. 30 października 1973) – angielski tancerz.

## Życiorys

### Wczesne lata
Cutler urodził się w Chelmsford, Essex. Gdy miał cztery lata, jego rodzina przeniosła się do Southend-on-Sea, gdzie tancerz ukończył naukę w Earl Hall Primary School i Cecila Jones College. Zaczął lekcje tańca w sali parafialnej w Southend-on-Sea i wziął udział w konkursach szkolnych i innych konkursach w Chelmsford.

### Kariera
Cutler podjął lekcje sali balowej w Birmingham i łacińskich zajęciach z Hendon. Wygrał amatorskie mistrzostwa świata ze swoją partnerką Nicole Cutler w 1999 roku. Od 2009 roku jego taneczną partnerką jest Aliona Vilani.
Pięciokrotnie wystąpił w programie Strictly Come Dancing. W 3. edycji jego partnerką była Siobhan Hayes (12. miejsce), w 4. edycji tańczył z Carolin Smille (5. miejsce), w 5. edycji tańczył z Aleshą Dixon (1. miejsce), w 6. edycji jego partnerką była Christine Bleakley (5. miejsce). W 7. edycji tańczył z Martiną Hingis (16. miejsce).
Dwa razy otrzymał nagrodę Carla Alan Award za wygraną w kategorii „Najlepszy tancerz”.